# Lista de personagens de Cordel Encantado
Este anexo é uma lista de personagens da telenovela brasileira Cordel Encantado, de autoria de Duca Rachid e Thelma Guedes, exibida pela Rede Globo como "novela das seis" a partir de 11 de abril de 2011.

## Açucena Bezerra/Princesa Aurora (Bianca Bin)
Açucena acredita ser filha de Virtuosa e Euzébio, seus pais de criação, mas na verdade ela é a filha perdida do Rei Augusto de Seráfia com sua falecida esposa, Rainha Cristina. Açucena passou vinte anos vivendo tranquilamente em Brogodó, ao lado de seu noivo e verdadeiro amor, Jesuíno. Prometida ao Príncipe Felipe desde que era um bebê, Açucena e esse casamento são a salvação de Seráfia, que voltará a se reunificar com a união dos dois. É chamada de flor do sertão por Miguezim mas no decorrer da trama Açucena enfim se torna esposa de Jesuíno, e os dois decidem viver no sertão. O casal se muda para Vila da Cruz onde criam os filhos.

## Príncipe Felipe (Jayme Matarazzo)
Filho da Rainha Helena e de Rei Teobaldo, é herdeiro do trono da Seráfia do Sul, um verdadeiro cavalheiro, quando Felipe conhece a Princesa Aurora  fica encantado e vê que o casamento com ela pode ser mais que uma mera obrigação. Mesmo percebendo o amor de Açucena por Jesuíno, Felipe fará de tudo para conquistá-la. Logo ao chegar a Brogodó conhece a filha do prefeito, Doralice. Uma moça que vai contra toda o seu ideal de uma donzela delicada e meiga, já que a moça não mede esforços e diz e faz o que quer. Os dois tem brigas recorrentes ao longo do tempo, e acabam formando uma amizade. Após seu casamento não ter dado certo em Seráfia por causa da Princesa, a Família Real volta ao Brasil para buscá-la, porém, Felipe se descobre profundamente apaixonado por Doralice. Depois de muito resistir, Doralice percebe que também está apaixonada pelo seu exato oposto, e os dois enfim, se casam. Felipe ganhou o apoio de sua amada e se tornou o mais novo prefeito de Brogodó. Assumiu o compromisso de priorizar políticas sociais, moradia, saúde e educação. Vivem felizes juntamente com seu filho.

## Doralice "Dora" Peixoto/Fubá (Nathália Dill)
Doralice é a filha mais nova de Patácio e Ternurinha, o prefeito e a primeira-dama da cidade de Brogodó. Uma moça corajosa e atrevida. Sempre com roupas sóbrias e gostando de brincadeiras de meninos, é diferente de tudo que sua mãe planejou para ela. A frente de seu tempo, Dora passou anos estudando na capital e se tornou advogada. Se interessa por Jesuíno, filho do cangaceiro da região e, para se aproximar dele e lutar pelo que pensa, ela se veste de homem e se transforma no justiceiro Fubá. Porém, Jesuíno jamais deixou de amar Açucena e Dora acaba sendo humilhada por todos os cangaceiros do bando ao qual pertencia quando é descoberta. Doralice e o Príncipe Felipe sempre se detestaram desde o primeiro momento em que se viram, porém, as brigas cada vez mais frequentes acaba aproximando os dois de uma linda amizade, que acaba se transformando em amor.

## Jesuíno Araújo (Cauã Reymond)
Jesuíno é um rapaz forte, bonito, e ama a noiva Açuçena por quem se apaixona desde que era uma criança. Filho de Benvinda com o temido Capitão Herculano, o cangaceiro mais famoso da região, ele não faz a menor ideia de quem é seu pai. Justo e competente, é afilhado e braço direito do Coronel Januário Cabral, o que sempre despertou inveja no filho do fazendeiro, Timóteo Cabral. Como sempre amou Açuçena ele fica muito triste quando ela descobre que é uma Princesa e tem que se casar com o Princípe Felipe Jesuíno acaba ficando noivo de Doralice. Jesuíno tem como missão assumir o lugar do pai e reinar no cangaço,mas depois descobre que é um parente distante de Serafim D' Ávila o fundador de Seráfia e o verdadeiro herdeiro ao trono, ele vai para Seráfia atrás de seu verdadeiro amor, a Princesa Aurora (Açuçena) com quem se casa e tem 2 filhos. Jesuíno foi coroado Rei Serafim II, e, finalmente, Seráfia do Norte e Seráfia do Sul foram unificadas. No final, Jesuíno devolveu o trono para Rei Augusto e voltou para Vila da Cruz ao lado de Açucena, para que juntos possam criar seus filhos.

## Timotéo Cabral (Bruno Gagliasso)
Timóteo é filho do Coronel Januário Cabral, herdeiro de toda sua fazenda. Passou anos na capital gastando dinheiro em jogos e noitadas, e voltou à Brogodó após ser ameaçado por agiotas. Sendo filho de quem é, abusa do poder e se comporta de forma cruel e egoísta. Odeia Jesuíno pois, além deste ter maior confiança de seu pai do que ele mesmo, o rapaz é noivo de Açucena, por quem sempre foi obcecado. É capaz de tudo para conseguir o que deseja. Sempre foi muito obcecado pelo poder e por isso fez um acordo com a Duquesa Úrsula para se tornar Rei(embora a Duquesa tenha o enganado de forma que nunca foi Rei). Timóteo se autodenominava de Rei Timóteo Cabral "O Terrível". Teve um caso com Carlota, com quem teve um filho. Morreu de um incêndio na igreja de Vila da Cruz que ele mesmo provocou.

## Antônia Cabral (Luiza Valdetaro)
Antônia é filha do Coronel Januário Cabral, e irmã caçula de Timóteo, por quem tem sua vida infernizada. Sempre foi superprotegida pelo pai, e por isso nunca pode ir à festas e conhecer pessoas. É prometida em casamento para o Delegado Batoré, mas tem aversão a ele, e se apaixona pelo Príncipe Inácio à primeira vista. Em contrapartida também conta com o amor de seu melhor amigo Cícero, mas não corresponde os sentimentos do rapaz. No final ela vive feliz em Vila da Cruz com Inácio e filhos.

## Rei Augusto (Carmo Dalla Vecchia)
Augusto sempre foi um homem bom, avesso às guerras, apesar de lutar na batalha das Seráfias. Era noivo de Úrsula, mas a abandonou para se casar com Cristina, uma plebeia. É o pai de Aurora, a quem ama muito, mas perde a ela e sua esposa após a viagem da corte ao Brasil. Acreditando que Aurora tinha morrido, Augusto volta para Seráfia do Norte e sua vida perde o sentido, mas volta a recuperá-lo quando Zenóbio avisa que Aurora está viva, morando no Brasil. Isso faz com que ele cruze o oceano em busca da localização da filha. Se apaixona por Maria Cesária, a cozinheira da prefeitura, e acredita que está pronto para ser novamente feliz. Augusto não aprova o casamento de Açucena com Jesuíno, e por isso não é bem quisto pela filha.

## Duquesa Úrsula de Bragança (Debora Bloch)
Úrsula era noiva de Augusto, mas foi trocada quando ele se apaixonou por Cristina, uma plebeia, e nunca se conformou com isso. Ambiciosa, ao ver que perdeu Augusto decidiu se casar com Petrus, o irmão mais novo do rei, com quem teve uma filha, Carlota. Vingativa, alia-se ao seu amante e mordomo, Nicolau, para se livrar do próprio marido, de Cristina e de Aurora. Prende o marido numa máscara de ferro e assassina Cristina, mas não contava que Aurora estivesse viva, morando no Brasil. Disposta a conquistar o trono de Seráfia de qualquer maneira, Úrsula trama diversos planos para casar a filha com o Príncipe Felipe e, de uma vez por todas, se livrar de Açucena.

## Nicolau Büger (Luiz Fernando Guimarães)
Mordomo e amante de Úrsula, é realmente apaixonado por ela e sonha com o dia em que ela o assumirá, tornando-o então um nobre. É cúmplice de todos os crimes da Duquesa, e pode ser o pai de Lady Cecília, que Úrsula deu à luz escondida da família real, e diz ser sua sobrinha.

## Infante Dom Inácio (Mauricio Destri)
Irmão mais novo de Felipe, também filho de Teobaldo e Helena, Inácio é um jovem romântico, sensível e inteligente. Se apaixona por Antônia à primeira vista, ganhando como inimigo Timóteo Cabral, o delegado Batoré e Cícero, o melhor amigo da moça. Apesar de ser correspondido, Inácio acaba por abdicar do amor da moça para ajudar os pobres de Vila da Cruz ao lado do profeta Miguézim. Mesmo sentindo que tem uma missão a cumprir, Inácio não consegue esquecer o seu grande amor Antônia.

## Beato Miguezim (Matheus Nachtergaele)
Louco para alguns, santo para outros, Miguézim é um profeta. Funda a Vila Cruz no monte do Cruzeiro, onde mora com seus seguidores. Tem o mesmo sonho que Augusto sobre a profecia da flor (Açucena) e o rei, que ainda não foi encontrado e está à sua busca desesperadamente.

## Capitão Herculano (Domingos Montagner)
Chefe do bando de cangaceiros, é pai de Jesuíno e faz questão que o filho entre para o cangaço. Homem temido por todos na região, vive em acampamentos com os cangaceiros, inclusive com seu homem de confiança, Belarmino, e sua mãe, Cândida.

## Belarmino "Bel" (João Miguel)
Cangaceiro do bando de Capitão Herculano, é um dos mais destemidos e corajosos dos cangaceiros e homem de confiança do Capitão Herculano. É apaixonado pela jornalista Penélope, por quem a chama de Branquinha.

## Infante Duque Petrus (Felipe Camargo)
Irmão do Rei Augusto, Petrus ficou anos trancafiado em uma máscara de ferro nas masmorras de Seráfia, a mando de sua ex-mulher, Úrsula, com a ajuda do mordomo Nicolau e do General Baldini. Tem uma filha com Úrsula, a mimada Carlota. Vai para Brogodó escondido, onde se liberta da máscara para se vingar de sua ex-mulher e dos outros dois comparsas.

## Cícero Bezerra (Miguel Rômulo)
Irmão mais novo de Açucena, filho biológico de Virtuosa e Euzébio. Sempre foi apaixonado por Antônia, faz de tudo para ser correspondido pela moça. Contando com a ajuda de Rosa, que é apaixonada por ele, aos poucos descobrirá que a ama, abdicando do cangaço por esse amor.

## Rosa Alfredo (Isabelle Drummond)
Filha mais velha de Zenóbio e Florinda, Rosa é doce, inteligente e corajosa. Mesmo apaixonada por Cícero, o ajudará com Antônia. E com isso acabará conquistando o coração do rapaz.

## Rainha Cristina Catarina Ávila de Seráfia (Alinne Moraes)
É Mulher do Rei Augusto III e linda e muito bonita Rainha Cristina acabou caindo em uma emboscada armada por Duquesa Úrsula e Nicolau durante uma viagem ao sertão brasileiro. Mas antes de morrer, salvou a vida de seu filha, a princesa Aurora, entregando o bebê para um casal de sertanejos.

## Rei Teobaldo Avignon de Toledo (Thiago Lacerda)
Foi alvejado em uma batalha com o exército de Rei Augusto, de Seráfia do Norte. No leito de morte, assinou um acordo proposto pelo Rei Augusto de casar seu filho Felipe com a princesa Aurora, de Seráfia do Norte, para reunificar as duas nações.

## Rainha Helena Avignon de Toledo (Mariana Lima)
Depois de conseguir fazer do delegado uma pessoa melhor, Rainha Helena aceitou o pedido de casamento de Batoré, mas pediu que a cerimônia acontecesse em Seráfia.